# Sherlock Holmes (pel·lícula de 2009)
Sherlock Holmes és una pel·lícula estatunidenca dirigida per Guy Ritchie l'any 2009, i interpretada per Robert Downey Jr. i Jude Law. S'ha doblat i subtitulat al català.
Es basa en Sherlock Holmes i el Dr. Watson, els personatges creats per Arthur Conan Doyle a les històries del detectiu. No obstant això, mostren diferències amb els originals, ja que són una adaptació cinematogràfica del còmic de Lionel Wigram, un dels productors de la pel·lícula; aquí, el detectiu mostra una gran habilitat per a la lluita i la boxa, i Watson és veterà de guerra, a més de metge.
La pel·lícula ha guanyat un Globus d'Or al millor actor musical o còmic (Robert Downey Jr.).

## Resum
Després d'una sèrie d'estranys crims, Holmes (Robert Downey Jr.) i Watson (Jude Law) arriben just a temps per salvar l'última víctima i descobrir l'assassí: Lord Blackwood (Mark Strong). Quan s'apropa el moment de l'ejecció a l'orca, Blackwood adverteix Holmes que la mort no l'espanta i que l'execució coincideix amb els seus plans. I quan, segons tots els indicis, Blackwood executa la seva promesa, la seva resurrecció sembra el pànic a Londres i desconcerta Scotland Yard. Però Holmes, demostrant la seva habilitat per batallar tan accentuada com la seva intel·ligència, fa servir els seus mètodes per arribar al fons del cas i resoldre-ho.

## Argument
1891. El detectiu Sherlock Holmes i el Dr. Watson atrapen finalment Lord Blackwood, que practica rituals de bruixeria i és acusat de ser l'autor d'uns crims comesos a Londres.
És trobat culpable i condemnat a mort. Abans de ser executat demana de parlar amb Holmes; li explica que morint ell no s'acabarà amb la cadena d'assassinats, ja que hi ha algú per sobre d'ell que és qui mou els fils, i prediu encara unes quantes morts més. Un cop penjat, Watson certifica la seva mort i respiren alleujats d'haver tancat un altre exitós cas.
Mesos més tard, Watson està a punt de casar-se amb Mary, així que deixarà la casa que comparteix amb el seu amic i s'endurà les seves coses. Però veu que es quedarà sol i desanimat per no tenir nous misteris per resoldre; sent compassió d'ell, malgrat que aquest li deu diners. El doctor vol presentar-li la seva promesa, però el detectiu no es mostra gaire emocionat amb la idea. Finalment, però, sopen tots junts i Holmes ofèn Mary amb els seus comentaris.
Apareix l'atractiva Irene, una coneguda lladre de qui Holmes havia estat enamorat; li demana que trobi un home (Reordon), encàrrec que no accepta. Quan se'n va, Holmes la sospita i la segueix. Més tard, descobreixen que misteriosament Blackwood sembla haver tornat a la vida: se l'ha vist vagant pel cementiri, la seva tomba és oberta, i ha reprès l'activitat criminal, ja que el mort que apareix en el seu lloc és precisament qui Irene li ha encarregat trobar. La professionalitat de Watson es posa en dubte, i decideixen treure'n l'entrellat.
Seguint la pista, van a casa de Reodon i veuen en què estava treballant; però apareixen uns tipus que pretenen cremar-ho tot per esborrar proves, i comença la lluita. Un d'ells no els deixarà escapar, i en la fugida acaben a una drassana naval al costat del riu Tàmesi, i arresten Holmes i Watson per la destrossa d'un vaixell de vapor.
El doctor és alliberat per Mary, però el detectiu haurà d'esperar fins que finalment algú paga la fiança i el duu al Temple de les Quatre Ordres, una societat secreta amb connexions polítiques. Dos dels seus dirigents, Sir Thomas i Lord Coward, li confessen que Blackwood n'era un membre, i li demanen que l'aturi. El primer li ofereix una bona recompensa, però Holmes s'hi nega i descobreix que és el pare del ressuscitat.
Sir Thomas i l'ambaixador Standish, també membre de l'Ordre, moren màgicament, cosa que permet Blackwood prendre el poder. Pretén forçar Gran Bretanya a recuperar els Estats Units d'Amèrica, debilitats per la seva pròpia guerra civil.

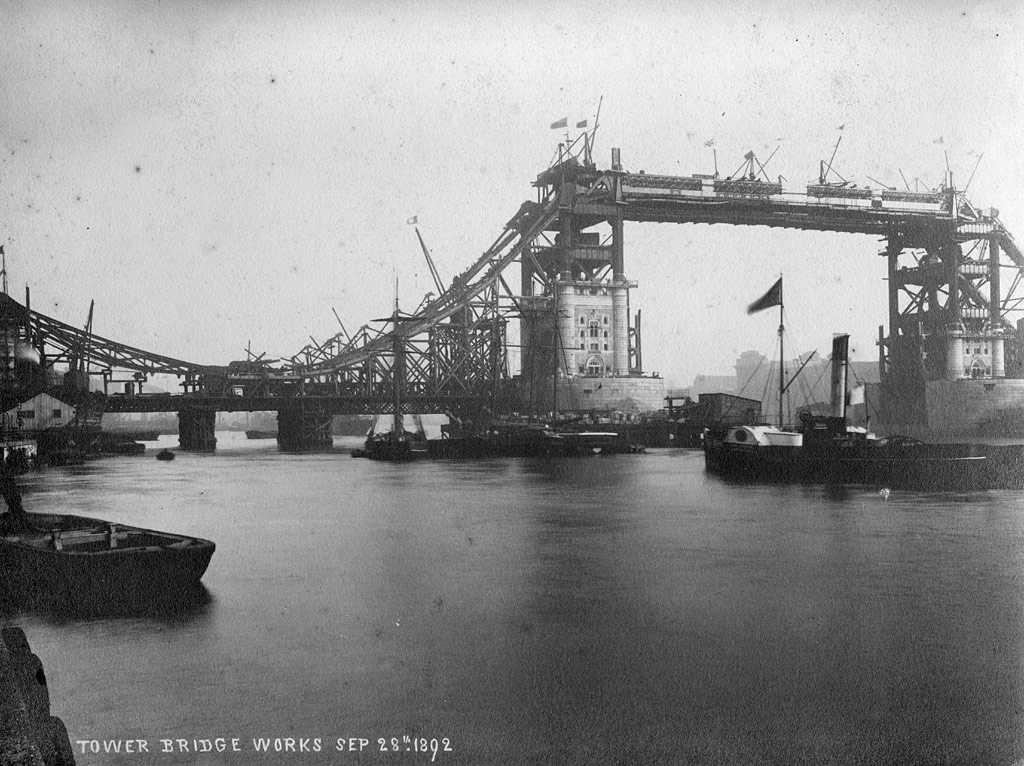
El Tower Bridge de Londres, durant la construcció (28 de setembre de 1892).

Seguint les pistes arriben a un escorxador, on troben Blackwood que els guia fins Irene, a punt de ser esquarterada. La salven, però cauen en el parany i no poden fugir d'una gran explosió que durà Watson a l'hospital; quan apareix la policia, Irene ha desaparegut i l'agent Clark li recomana a Holmes que fugi, ja que l'inspector Lestrade pretén dur-lo a la presó.
Intentant encaixar-ho tot, Holmes s'adona que el proper crim es basa en l'esfinx, com que les altres tres morts es relacionaven amb les altres tres criatures mítiques que en formen part (home, bou, àguila) i, per tant, el quart escenari serà simbolitzat pel lleó; Holmes dedueix que l'últim assassinat es cometrà al Parlament.
El detectiu, el doctor, i Irene Adler hi arriben i hi descobreixen una màquina amb uns cilindres que contenen un derivat de cianur, que connecta amb la ventilació de l'edifici i que han de desactivar abans Blackwood no enverini els parlamentaris que estan reunits. En veure que el dispositiu no funciona hi envia els seus homes, que lluitaran amb Holmes i Watson; Irene, però, ha agafat els cilindres i fuig amb ells.
Intentant recuperar-los, el detectiu la segueix fins al Tower Bridge, que està en construcció. Blackwood s'ha adonat que el seu pla no ha funcionat i s'enfronta a Holmes, qui aconsegueix dur-lo fins a una sèrie de cordes i cadenes en les quals queda atrapat; n'obté la confessió: no hi havia màgia, sinó ardits i ciència. Finalment, Blackwood cau i queda penjat (com dictava la seva sentència de mort) per sobre el riu, escanyat amb les cadenes.
Holmes recupera els cilindres, i Irene li confessa per a qui treballava: el Professor Moriarty.

## Repartiment
- Robert Downey Jr.: Sherlock Holmes
- Jude Law: Dr. John Watson
- Rachel McAdams: Irene Adler
- Mark Strong: Lord Blackwood
- Eddie Marsan: Inspector Lestrade
- Robert Maillet: Dredger
- Geraldine James: Sra. Hudson
- Kelly Reilly: Mary Morstan
- William Houston: agent Clark
- Hans Matheson: Lord Coward
- James Fox: Sir Thomas
- William Hope: ambaixador Standish
- Clive Russell: Capità Tanner
- Oran Gurel: Reordan
- David Garrick: McMurdo

## Premis i nominacions
Els principals premis a què ha optat la pel·lícula són:

### Premis
- Globus d'Or al millor actor musical o còmic per a Robert Downey Jr.

### Nominacions
- Art Directors Guild: Premi a l'excel·lència en disseny de producció per a pel·lícules d'època (Sarah Greenwood).
- Broadcast Film Critics Association Awards: Premi dels crítics al millor compositor (Hans Zimmer).
- Costume Designers Guild Awards: Premi CDG Award a l'excel·lència en disseny de vestuari per a pel·lícules d'època (Jenny Beavan).
- Motion Picture Sound Editors (EUA): Premi Golden Reel Award a la millor edició de so en una pel·lícula.

## Localitzacions

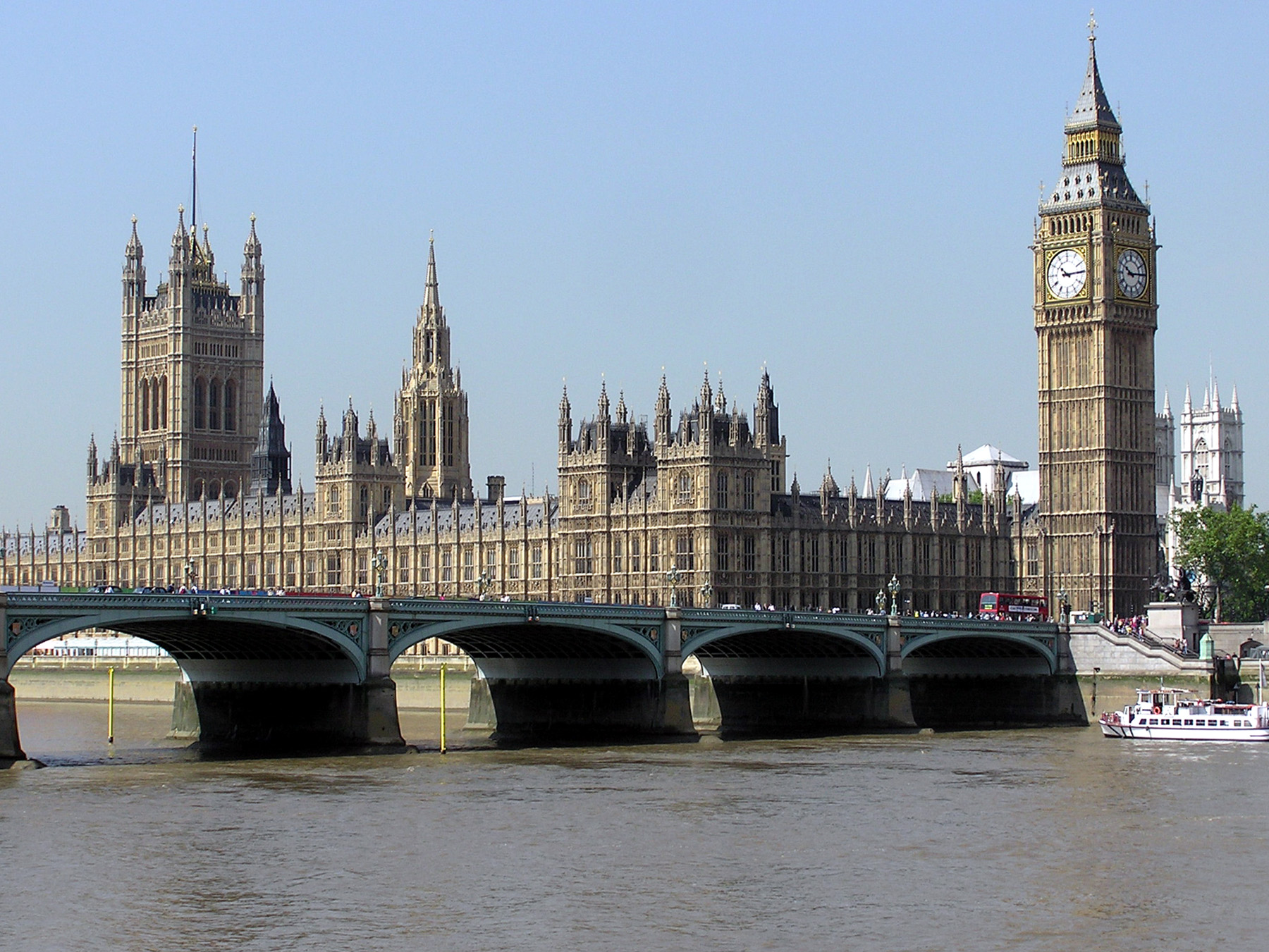
El Palau de Westminster fou un dels escenaris de la pel·lícula

Indrets on es va filmar la pel·lícula:
Anglaterra
- Ciutat de Londres
- West Brompton (Londres): cementiri
- Finsbury (Londres)
- Covent Garden (Londres): Freemason's Hall i Great Queen Street
- Ludgate Hill (Londres): Catedral de Saint Paul
- Manchester: Bunsen Street, Little Lever Street, Mangle Street, Newton Street, ajuntament
- Chatham (Kent): molls
- Liverpool (Merseyside): molls
- Leavesden (Hertfordshire): estudis de rodatge Leavesden Studios

Estats Units d'Amèrica
- Nova York
- Williamsburg, Brooklyn (Nova York)

## Obres relacionats
Altres versions de les històries dels personatges d'Arthur Conan Doyle:
Cinema
- Sherlock Holmes: pel·lícula muda de 1916 dirigida per Arthur Berthelet, amb William Gillette.
- Sherlock Holmes: versió muda de 1922 d'Albert Parker, amb John Barrymore i Roland Young.
- El Modern Sherlock Holmes: versió muda de 1924 interpretada i dirigida per Buster Keaton.
- Sherlock Holmes: versió de 1932 de William K. Howard, amb Clive Brook i Reginald Owen.
- Young Sherlock Holmes (El jove Sherlock Holmes): versió de Barry Levinson de 1985, amb Nicholas Rowe i Alan Cox.
- Sherlock Holmes: versió de 2010 de The Asylum, amb Ben Syder i Gareth David-Lloyd.

Televisió
- Sherlock Holmes: entre 1939 i 1946 es van fer diversos films per a la televisió, interpretats per Basil Rathbone i Nigel Bruce.
- Sherlock Holmes: sèrie de 1954, amb Ronald Howard.
- Sherlock Holmes: sèrie de 1965, amb Peter Cushing i Douglas Wilmer.
- Sherlock Holmes: sèrie de 1984, amb Jeremy Brett.
- Sherlock Holmes. The Golden Years: sèrie de telefilms (1991-1992), interpretats per Christopher Lee i Patrick Macnee.